# غلدشت جماليان (زاز الغربي)
غلدشت جمالیان (بالفارسية: گلدشت جمالیان) هي قرية تقع في إيران في قسم زاز الغربي الریفي.